# 1145
Високе Середньовіччя •  Золота доба ісламу •  Реконкіста •  Хрестові походи •  Київська Русь

## Геополітична ситуація
Візантію очолює Мануїл I Комнін (до 1180). Конрад III є королем Німеччини (до 1152), Людовик VII Молодий королює у Франції (до 1180).
Апеннінський півострів розділений: північ належить Священній Римській імперії, середню частину займає Папська область, більша частина півдня належить Сицилійському королівству. Деякі міста півночі: Венеція, Піза, Генуя тощо, мають статус міст-республік.
Південь Піренейського півострова в руках у маврів. Північну частину півострова займають християнські Кастилія, Леон (Астурія, Галісія), Наварра та Арагонське королівство (Арагон, Барселона). Королем Англії є Стефан Блуаський (Етьєн де Блуа, до 1154), триває громадянська війна в Англії 1135—1154. Королем Данії є Ерік III (до 1146).
Київський престол утримує Всеволод Ольгович (до 1146). Новгородська республіка фактично незалежна. У Польщі період роздробленості. На чолі королівства Угорщина стоїть Геза II (до 1162).
На Близькому сході існують держави хрестоносців: Єрусалимське королівство, Антіохійське князівство, Едеське графство, графство Триполі. Сельджуки окупували Персію та Малу Азію, в Єгипті владу утримують Фатіміди, у Магрибі Альмохади потіснили Альморавідів, у Середній Азії правлять Караханіди та Каракитаї. Газневіди втримують частину Індії. У Китаї співіснують держава ханців, де править династія Сун, держава чжурчженів, де править династія Цзінь, та держава тангутів Західна Ся. На півдні Індії домінує Чола. В Японії триває період Хей'ан.

## Події
- Київський князь Всеволод Ольгович заповів престол своєму братові Ігору Ольговичу.
- Після невдалої спроби захопити Галич Іван Берладник утік за Дунай.
- Розпочався понтифікат Євгенія III. Новий папа римський проголосив початок Другого хрестового походу.
- Одним з ідеологів Римської республіки стає Арнольд Брешіанський.
- У Північній Африці Альмохади захопили в Альморавідів  Тлемсен і Оран. На Піренейському півострові відновилися незалежні емірати в Гранаді, Мурсії, Валенсії. Початок вторгнення Альмохадів в Іспанію, захоплення ними Гранади.
- Завершилося написання корейського історичного трактату Самгук Сагі.

## Народились
Див. також: Категорія:Народились 1145
- Аморі II, король Єрусалиму

## Померли
Див. також: Категорія:Померли 1145
- Ташфін ібн Алі
- Луцій II